# 全米監督協会

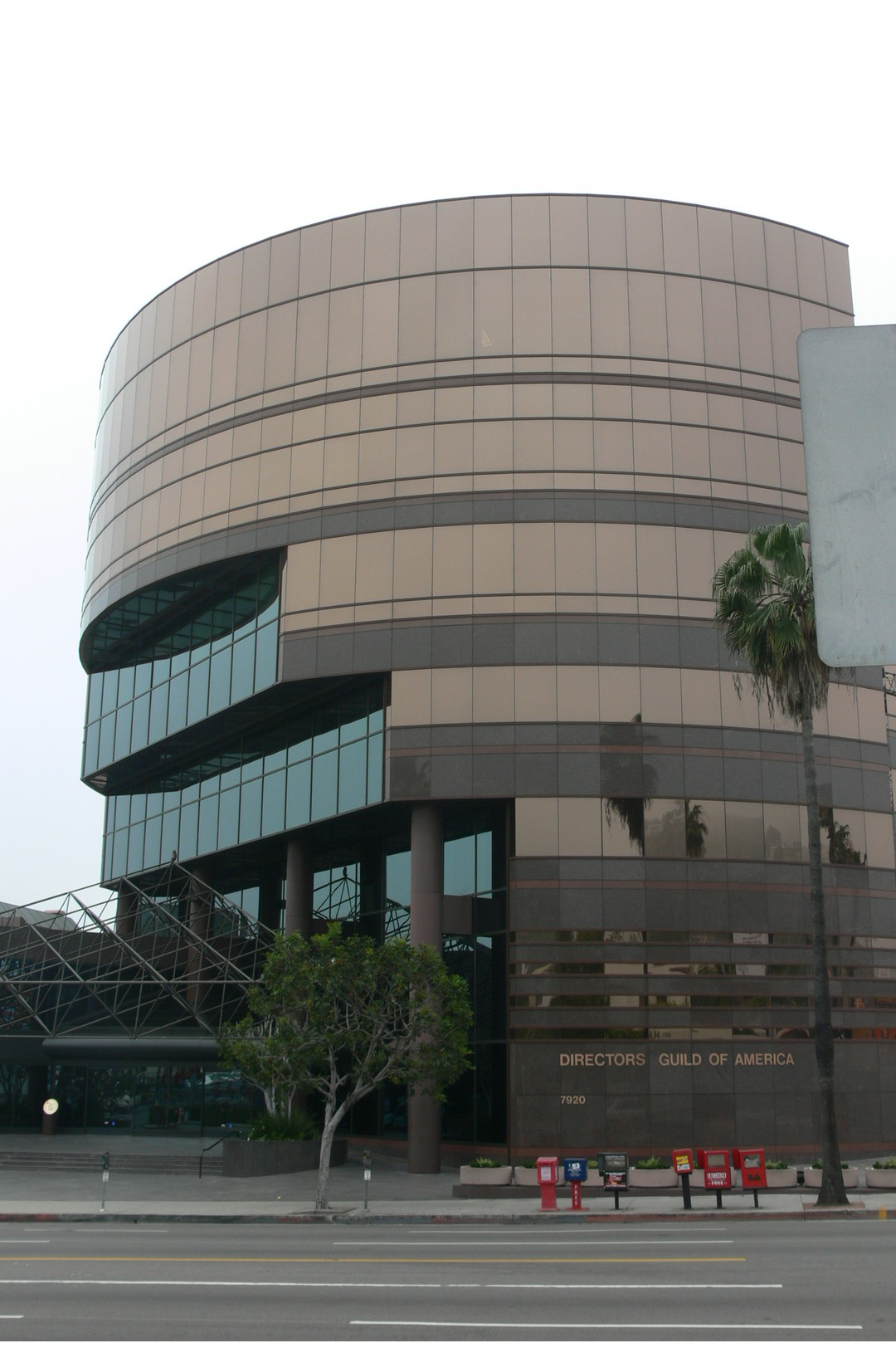
ハリウッドにある全米監督協会ビル

全米監督協会（ぜんべいかんとくきょうかい、アメリカ監督組合、全米監督組合、Directors Guild of America、略称 DGA）は、アメリカ合衆国の映画産業で働く映画監督・テレビ監督らの利益を代表する労働組合である。映画監督組合（Screen Directors Guild ）として1936年に結成され、1960年に現在の名称に変更された。会員数は13,459人（2007年）。本部をハリウッドのサンセット大通りに置き、支部をニューヨークとシカゴに置く。

## DGAの活動
DGAは映画・テレビ産業に関わる多様な職種の人々を集める産業別組合ではなく、映画・テレビ監督という特定の職に携わる者を組織した職業別組合である。DGAはテレビ業界のディレクター（director）・アシスタントディレクター（assistant director）・ステージマネジャー（stage manager）・その他製作関係者、映画業界の監督・助監督・ユニットマネジャー（unit production manager）・テクニカルコーディネーター（technical coordinator）、およびテレビコマーシャル業界の同様の職種の人々（CMディレクターなど）が加入している。
DGAは新人のために多様なトレーニングプログラムを用意しており、申込者のうち優秀な者は様々な製作現場に配属され、テレビ・映画業界の先端の経験を得ることができる。

### 映画監督の権利
DGAと映画製作会社の間に結ばれている労使間協定は、DGA会員の労働賃金・労働条件など様々な規定を設けており、また各社で監督業に携わる者はすべてDGA会員でなければならないということも求めている。DGA会員はDGAと協定を結んでいない映画会社と仕事をしてはならないとされている。このためDGAと協定を結んでいない映画会社は、DGA会員である映画監督と特定の映画を撮影するために、その映画のための新会社を設立しDGAと協定を結ぶことがある。
ハリウッドの監督はすべてDGA会員であるわけではない。有名な監督の中でもジョージ・ルーカス、クエンティン・タランティーノ、ロバート・ロドリゲスらは会員になることを拒み、または会員を辞めたことがある。DGA会員でない監督は、DGAと労使間協定を結んでいる大手映画スタジオで監督をすることができない。
賃金や労働条件を守るほかに、DGAが行っている活動には「監督の映画創作にかかわる権利を保護する」というものがある。この保護活動の中には、監督の役割の定義、監督名のクレジットの義務、「一つの映画に一人の監督」の原則の保護、監督の編集権の保持などがある。これらの活動は、映画に対する権限や権力を監督よりも多く握る映画プロデューサーやスター俳優が、映画監督の意思を無視して映画の内容や編集に介入したり、映画監督をさしおいて映画の創作者として振る舞ったりするようなことから映画監督を守ろうとして行われている。DGAはこれらの権利を映画会社から勝ち取る一方、これらの権利を守るため所属監督たちの行いを拘束することもある。
監督の名義は必ず映画のクレジットに表示されなければならない。これは、その映画の作品的評価の責任がプロデューサーでも社長でもなく監督にあることを示すためである。クレジットは必ず最後に表示されなければならない。各協会の許可を得て、オープニング・クレジットが省略された場合は、エンディング・クレジットの最初に表示されなければならない。必ず「Directed by ～」とクレジットされなければならず、「Director ～」とすることも認めていない。また、オープニングでクレジットを表示する場合にはタイトル前に「A(n) 監督名 film」と併記しなければならない。
「一つの映画に一人の監督」のルールは、プロデューサーや俳優たちが映画の監督としてクレジットされるようねじ込み、本来居る監督の権利を侵害することを防ぐためにある。
これらのルールはDGAにより厳格に守られるが、特定の場合にのみ緩和される。「監督名のクレジット」については、監督の編集権が侵されるなど映画の責任が監督のもとにないと認められた場合のみ、偽名（かつての「アラン・スミシー」名義など）の使用が許可される。「一つの映画に一人の監督」については、DGAが認めた監督チーム（コーエン兄弟やウォシャウスキー兄弟など）の場合には、共同監督名義が認められる。コーエン兄弟の場合はイーサン・コーエンとジョエル・コーエンが製作・監督・脚本を共同で行ってきたが、『レディ・キラーズ』までの長年、イーサン・コーエンが製作として、ジョエル・コーエンが監督として、二人両方が共同脚本としてクレジットされてきた。『シン・シティ』においては、ロバート・ロドリゲスとフランク・ミラーが共同監督としてのクレジットを求めたが、DGAがこの二人を「監督チーム」として認知しなかったため、ロバート・ロドリゲスが抗議して一時DGAを脱退する事態になった。

## 歴代会長
- キング・ヴィダー （King Vidor 、1936年–1938年）
- フランク・キャプラ （Frank Capra 、1939年–1941年）
- ジョージ・スティーヴンス （George Stevens 、1941年–1943年）
- マーク・サンドリッチ （Mark Sandrich 、1943年–1944年）
- ジョン・クロムウェル （John Cromwell 、1944年–1946年）
- ジョージ・マーシャル （George Marshall 、1948年–1950年）
- ジョーゼフ・L・マンキーウィッツ （Joseph L. Mankiewicz 、1950年–1951年）
- ジョージ・シドニー （George Sidney 、1951年–1959年）
- フランク・キャプラ （Frank Capra 、1960年–1961年）
- ジョージ・シドニー （George Sidney 、1961年–1967年）
- デルバート・マン （Delbert Mann 、1967年–1971年）
- ロバート・ワイズ （Robert Wise 、1971年–1975年）
- ロバート・アルドリッチ （Robert Aldrich 、1975年–1979年）
- ジョージ・シェーファー （George Schaefer 、1979年–1981年）
- ジャド・テイラー（英語版） （Jud Taylor 、1981年–1983年）
- ギルバート・ケイツ（英語版） （Gilbert Cates 、1983年–1987年）
- フランクリン・J・シャフナー （Franklin J. Schaffner 、1987年–1989年）
- ジーン・レイノルズ（英語版） （Gene Reynolds 、1993年–1997年）
- ジャック・シェイ （Jack Shea 、1997年–2002年）
- マーサ・クーリッジ　（Martha Coolidge 、2002年–2003年）
- マイケル・アプテッド （Michael Apted 、2003年–2009年）
- テイラー・ハックフォード （Taylor Hackford 、2009年– 2013年）
- パリ・バークレー（英語版） （Paris Barclay 、2013年– 2017年）
- トーマス・シュラーミー（英語版） （Thomas Schlamme 、2017年– ）

## 日本人組合員
日本国籍を有する映画監督もここに在籍している。
- 細野ひで晃
- 北村龍平
- 落合正幸
- 清水崇
- 中田秀夫
- 紀里谷和明
- 谷垣健治